# Rhopalognatha anterosticta
Rhopalognatha anterosticta är en fjärilsart som beskrevs av Paul Dognin 1914. Rhopalognatha anterosticta ingår i släktet Rhopalognatha och familjen nattflyn. Inga underarter finns listade.